# Silvester Šurla
Silvester Šurla, slovenski novinar
Je direktor družbe Reporter media in odgovorni urednik revije Reporter.
Diplomiral in magistriral je iz politologije na Fakulteti za družbene vede v Ljubljani.
Od 3. januarja 1997 do konca januarja 2008 je bil novinar revije Mag. Od 1. avgusta 2007 do 9. januarja 2008 je bil v. d. odgovornega urednika. 31. janurja 2008 je bil proti svoji volji premeščen v uredništvo Delovega brezplačnika Total tedna. Sredi aprila istega leta je dal odpoved in naslednji mesec postal odgovorni urednik novega informativnega tednika Reporter, funkcijo opravlja še danes. Od marca 2023 sodeluje pri ustvarjanju Reporter podcasta, ki izhaja tedensko na vseh portalih za podkaste.

## Nagrade in priznanja
- 2004: nagrada sklada prof. Klinarja (FDV) za magistrsko nalogo[8]

- 2005: Jurčičeva nagrada[9]

- 2008: Jurčičeva nagrada, ki jo je dobil skupaj s štirimi novinarskimi kolegi na Magu (Igorjem Kršinarjem, Nenadom Glücksom, Biserko Karneža Cerjak in Brigite Ferlič Žgajnar)[10]